# Hera Björk
Hera Björk Þórhallsdóttir (islandska izgovarjava:ˈhɛːra ˈpjœr̥k ˈθouːr̥halsˌtouhtɪr̥), islandska pevka zabavne glasbe; 29. marec 1972, Reykjavik, Islandija.
Leta 2010 je s pesmijo Je ne sais quoi zastopala Islandijo na Pesmi Evrovizije. Uvrstila se je v finale in zasedla 19. mesto.
Leta 2024 se je ponovno prijavila na islandski nacionalni evrovizijski izbor Söngvakeppnin 2024 in bila izbrana med nastopajoče. Nastopila je s skladbo »Við förum hærra«/»Scared of Hights«. Uvrstila se je v finale ter zmagala z angleško različico skladbe. Tako je drugič zastopala Islandijo na Pesmi Evrovizije. Nastopila je v prvem polfinalu, vendar se ni uvrstila v finale.
Trikrat, in sicer v letih 2008, 2009 in 2015, je nastopila na evrovizijskem odru kot spremljevalni vokal islandskih evrovizijskih predstavnikov. Leta 2009 se je udeležila danskega nacionalnega izbora za Pesem Evrovizije, kjer je zasedla drugo mesto. Na izboru drugouvrščenih skladb iz nacionalnih izborov so jo člani Mednarodne organizacije klubov ljubiteljev Pesmi Evrovizije (OGAE) izbrali za zmagovalko.
Leta 2013 je s skladbo Because You Can nastopila na mednarodnem glasbenem tekmovanju Viña del Mar ter zmagala v kategoriji najboljše pesmi.

## Diskografija

### Albumi
| Naslov            | Podrobnosti                                                                                    |
| ----------------- | ---------------------------------------------------------------------------------------------- |
| Ilmur af Jólum    | - Leto izida: 2000 - Založba: Hera Björk (Hera 001-2) - Format: CD                             |
| Hera Björk        | - Leto izida: 2006 - Založba: Frost (FCD 027) - Format: CD                                     |
| Je Ne Sais Quoi   | - Datum izida: maj 2010 - Založba: Hands Up Music (5690784020513) - Format: CD, CDr, digitalno |
| Ilmur af Jólum II | - Leto izida: 2013 - Založba: Hands Up Music (HUM 1301) - Format: CD, CDr, digitalno           |

### Soundtrack
| Naslov               | Podrobnosti                                                |
| -------------------- | ---------------------------------------------------------- |
| Litla Hryllingsbúðin | - Leto izida: 1999 - Založba: Skífan (SCD222) - Format: CD |

### Kot članica skupine
| Dívurnar Og Tenórarnir (kot članica skupine Frostrósir) | - Leto izida: 2008 - Založba: FROST (FCD 039) - Format: CD, CD+DVD |
| Heyr Himnasmiður (kot članica skupine Frostrósir)       | - Leto izida: 2008 - Založba: FROST (FCD 040) - Format: CD         |

### Singli
| Leto | Naslov                                             | Najvišja uvrstitev na lestvici | Najvišja uvrstitev na lestvici | Najvišja uvrstitev na lestvici | Najvišja uvrstitev na lestvici | Najvišja uvrstitev na lestvici | Album                            |
| Leto | Naslov                                             | ICE                            | DEN                            | BEL                            | FIN                            | SWE                            | Album                            |
| ---- | -------------------------------------------------- | ------------------------------ | ------------------------------ | ------------------------------ | ------------------------------ | ------------------------------ | -------------------------------- |
| 2001 | »Engum Nema Þér« (s Friðrikom Ómarjem)             | —                              | —                              | —                              | —                              | —                              | Landslag Bylgjunnar 2001         |
| 2003 | »Blikar, Tökum Nú Bikar« (z Vilhjálmurjem Goðijem) | —                              | —                              | —                              | —                              | —                              | Alltaf Í Boltanum - Áfram Ísland |
| 2009 | »Someday«                                          | —                              | 9                              | —                              | —                              | —                              | Dansk Melodi Grand Prix 2009     |
| 2010 | »Je ne sais quoi«                                  | 1                              | —                              | 27                             | 8                              | 49                             | Je ne sais quoi                  |
| 2011 | »Finnum Astina«/»Feel the Love Tonight«            | —                              | —                              | —                              | —                              | —                              |                                  |
| 2013 | »Because You Can«                                  | 21                             | —                              | —                              | —                              | —                              | Because You Can                  |
| 2015 | »Christmas Song« (s Chiaro Siracusa)               | —                              | —                              | —                              | —                              | —                              | Skladba ni izšla na albumu.      |
| 2016 | »Queen of Effing Everything«                       | —                              | —                              | —                              | —                              | —                              | Skladba ni izšla na albumu.      |
| 2018 | »Frelsisvor« (z Gissurjem Pállom Gissurarsonom)    | —                              | —                              | —                              | —                              | —                              | Skladba ni izšla na albumu.      |
| 2024 | »Við förum hærra«/»Scared of Heights«              | —                              | —                              | —                              | —                              | —                              | Skladba ni izšla na albumu.      |